# Södra Sverige (album)
Södra Sverige är ett musikalbum av Södra Sverige utgivet i augusti 2014. 
Det innehåller bland annat låten Nöff nöff som släpptes på internet i början av juni 2014. Texten uttrycker ogillande av Moderaterna och uppmärksammades snabbt på grund av sitt råa språk med ordval som "skadedjur" och "missfoster". I en kommentar har bandmedlemmen Mattias Alkberg sagt att låten och dess text anknyter till den svenska punktraditionen.

## Låtförteckning
1. Spypåse
2. Du är en kattunge
3. Viktigpetter
4. Fria händer
5. Jag fick jobbet
6. Heja tacos
7. Häxor lever längre
8. Alla är sämst
9. Du vet väl om att jag är värdefull?
10. Vad ser du?
11. Människor
12. Nöff nöff
13. Mammas lilla gris